# Influências (álbum de Marco Antônio Araújo)
| Críticas profissionais | Críticas profissionais |
| Avaliações da crítica  | Avaliações da crítica  |
| Fonte                  | Avaliação              |
| ---------------------- | ---------------------- |
| Allmusic               | [ 1 ]                  |
| ProgArchives           | (3.8/5)                |

Influências é o primeiro álbum do músico e compositor mineiro Marco Antônio Araújo. Foi lançado em 1981, em formato LP, de forma independente por sua própria gravadora, a Strawberry Fields. Segundo o músico, este álbum é "um filtro das coisas que me emocionam e para filtrar estas emoções, as pessoas têm que vivê-las plenamente".
Conforme o site Allmusic.com, este foi o primeiro álbum musical do Brasil a ser mixado por computador.
Em 1994, o álbum foi relançado em formato CD, com 2 faixas bônus, e as outras 6 músicas originais em ordem diferentes das do LP.

## Faixas
Todas as músicas compostas por Marco Antônio Araújo.
| Lado A |               |         |  |
| N.º    | Título        | Duração |  |
| 1.     | "Influências" | 6:20    |  |
| 2.     | "Folk Song"   | 10:30   |  |
| 3.     | "Bailado"     | 5:06    |  |

| Lado B         |                 |         |  |
| N.º            | Título          | Duração |  |
| 4.             | "Panorâmica"    | 10:00   |  |
| 5.             | "Cantares"      | 5:17    |  |
| 6.             | "Abertura Nº 2" | 8:28    |  |
| Duração total: | Duração total:  | 45:32   |  |

| Faixas bônus (Relançamento em CD em 1994) |                   |         |  |
| N.º                                       | Título            | Duração |  |
| 7.                                        | "Entr'Act I & II" | 4:45    |  |
| 8.                                        | "Floydiana II"    | 7:10    |  |
| Duração total:                            | Duração total:    | 57:22   |  |

## Ficha Técnica
| - Marco Antônio Araújo: Guitarra, violão ovation, slide guitar, Arranjos e Direção Musical - Alexandre Araújo: Guitarra, Percussão - Eduardo Delgado: Flauta - Antônio Viola: Violoncelo - Ivan Correia: Baixo - Mário Castelo: Bateria Músicos Convidados - Philip Doyle - Trompa - Amilton Pereira - Trompete - Maurício Silva - Trompete - Edson Maciel - Trombone - Edmundo Maciel - Trombone - Maurício Maestro - Palmas e vozes | - Marco Antônio Araújo: Arranjos e Direção Musical - Oiliam Lanna: Arranjo para metais - Jaques Morelenbaum: Regência: - Capa e fotos: Odilon Araújo |